# Kujō Mitsuie
Kujō Mitsuie (九条 満家) (1394 - 25 mai 1449), fils du régent Kujō Tsunenori et fils adopté de Kujō Tadamoto, est un noble de cour japonais (kugyō) de l'époque de Muromachi (1336–1573). Il occupe la position de régent kampaku de 1418 à 1424. Il a pour fils Kujō Masatada et Kujō Masamoto.

## Source de la traduction
- (en) Cet article est partiellement ou en totalité issu de l’article de Wikipédia en anglais intitulé « Kujō Mitsuie » (voir la liste des auteurs).